# ثنائي غلوتامات الكالسيوم
ثُنائي غلوتامات الكالسيوم (بالإنجليزية: Calcium diglutamate)‏، والمعروف كذلك بغلوتامات الكالسيوم؛ هو مركب كيميائي صيغته الجزيئية Ca(C5H8NO4)2. وهو ملح الكالسيوم الحمضي لملح لحمض الغلوتاميك، ويُستخدم مُعزِّزًا للنكهة في الطعام (رقم E: E623).
يحتوي ثُنائي غلوتامات الكالسيوم على نفس الخصائص المعززة للنكهة لملح غلوتامات أحادية الصوديوم، ولكنه لا يحتوي على الصوديوم لأن حمض الغلوتاميك هو مُعزِّز النكهة الفعلي.